# Mark Schilling
Mark Schilling (n. 1949, Zanesville⁠(d), Ohio, SUA) este un critic de film, jurnalist, traducător și publicist american, care trăiește la Tokyo, Japonia. A colaborat la publicațiile The Japan Times, Variety și Screen International .

## Biografie
Schilling a început să lucreze la The Japan Times în 1989.
El a fost comentator ocazional pentru televiziunea națională japoneză NHK al transmisiunilor în limba engleză ale turneelor de sumo încă din 1992. A scris în colaborare cartea Jesse: Sumo Superstar în 1985 despre luptătorul Takamiyama Daigorō și singur cartea Sumo: A Fan's Guide în 1994. A realizat, de asemenea, reportaje despre acest sport pentru revista americană Variety.
Cartea The Encyclopedia of Japanese Pop Culture (1997) a lui Schilling a fost descrisă de D. James Romero de la Los Angeles Times ca „o carte de istorie, precum și un ghid pentru una dintre cele mai proaspete influențe din curentul popular american”.
A fost cooptat pe post de consilier pentru scenariu la filmul american Ultimul samurai (2003).
Schilling a mai scris cărți despre cinematografia japoneză precum Contemporary Japanese Film, The Yakuza Movie Book: A Guide to Japanese Gangster Films și No Borders, No Limits: Nikkatsu Action Cinema.
În 2007 a coordonat seria „No Borders, No Limits: 1960s Nikkatsu Action Cinema” pentru Japan Society din New York.

## Scrieri

### Autor
- Sumo: A Fan's Guide (1994)
- The Encyclopedia of Japanese Pop Culture (1997)
- Contemporary Japanese Film (2003)
- The Yakuza Movie Book: A Guide to Japanese Gangster Films (2003)
- No Borders, No Limits: Nikkatsu Action Cinema (2007)
- Art, Cult and Commerce: Japanese Cinema Since 2000 (2020)

### Traducător
- Princess Mononoke: The Art and Making of Japan's Most Popular Film of All Time (1999)
- Kenzo Kitakata, Winter Sleep (2004)

## Legături externe
- Mark Schilling's Tokyo Ramen – Official website
- Mark Schilling at The Japan Times
- Mark Schilling at Variety